# Havok (компания)
Telekinesys Research Limited (TR), ведущая бизнес как Havok Group,— частная компания, занимающаяся разработкой одноимённого физического движка «Havok». Компания Havok сотрудничает или сотрудничала со многими игровыми разработчиками и издателями, включая Activision, Electronic Arts, Nintendo, Microsoft, Sony и Ubisoft. Кросс-платформенный движок «Havok» доступен для множества платформ, включая PC, PlayStation 2, PlayStation 3, PlayStation Portable, Xbox, Xbox 360, Wii, GameCube. Движок используется в более чем 150 играх, включая Half-Life 2, Halo 2, Tony Hawk’s Project 8, The Elder Scrolls IV: Oblivion, Age of Empires III и Super Smash Bros Brawl.
Также технология Havok используется во многих кинофильмах, включая «Матрица», «Гарри Поттер и Орден Феникса», «Троя», «Посейдон», «Чарли и шоколадная фабрика», «Царство небесное» и много других.
Движок Havok интегрирован в Autodesk 3ds Max.
Офисы компании расположены в Дублине, Пало-Альто, Мюнхене, Сан-Франциско, Калькутте, Токио.

## История компании
Компания была основана в 1998 году в Дублине, столице Ирландии. Её основателями являются Хью Рэйнольдс (англ. Hugh Reynolds) и доктор Стивен Коллинс (англ. Dr. Steven Collins) из отдела информатики дублинского Тринити Колледжа.
В 2000 году выпущена 1-я версия физического движка Havok Physics SDK, которая впервые была представлена на Game Developers Conference.
12 июня 2000 года Havok приобрела мюнхенскую компанию Ipion, разработчика физического движка Ipion Virtual Physics. В результате сделки бывшая компания Ipion трансформировалась в мюнхенский офис Havok, став, таким образом, третьим офисом компании Havok в мире, после Дублина и Пало-Альто. Большинство наработок движка Ipion Virtual Physics было внедрено в движок Havok.
14 сентября 2007 года корпорация Intel заявила о приобретении ею компании Havok.
В августе 2011 года компания Havok приобрела у немецкой компании Trinigy 3D-графический движок, который стал называться Havok Vision Engine.
2 октября 2015 года корпорация Microsoft объявила о приобретении у Intel компании Havok.

## Награды
- US National Academy of Television, Arts & Sciences Award, 2008 — (Technical Emmy[5])
- Red Herring 100—2006 Winner
- Best Choice of Computex — 2006 Winner
- OnHollywood — 2006 Winner
- Develop Industry Excellence Awards[6] — 2006 Nominee — Best Tools Provider, 2005 Winner — Best Tools Provider, 2004 Nominee — Best Tools Provider
- Game Developer Frontline Award[7] — 2006 Finalist — Middleware, 2003 Winner — Best Game Component, 2002 Winner — Best Game Component
- FileFront — «Most Advanced Technology» of 2004
- Computer Graphics World — CGW 2003 Innovation Award